# (400270) 2007 RA218
(400270) 2007 RA218 es un asteroide perteneciente al cinturón de asteroides, descubierto el 13 de septiembre de 2007 por el equipo del Mount Lemmon Survey desde el Observatorio del Monte Lemmon, Arizona, Estados Unidos.

## Designación y nombre
Designado provisionalmente como 2007 RA218.

## Características orbitales
2007 RA218 está situado a una distancia media del Sol de 2,404 ua, pudiendo alejarse hasta 2,853 ua y acercarse hasta 1,956 ua. Su excentricidad es 0,186 y la inclinación orbital 1,917 grados. Emplea 1362,17 días en completar una órbita alrededor del Sol.

## Características físicas
La magnitud absoluta de 2007 RA218 es 17,9.